# Laza (Vaslui)
Laza è un comune della Romania di 3 319 abitanti, ubicato nel distretto di Vaslui, nella regione storica della Moldavia. 
Il comune è formato dall'unione di 4 villaggi: Bejenești, Laza, Râșnița, Sauca.
Nel 2004 si sono staccati da Laza i villaggi di Poiana lui Alexa, Pușcași, Teișoru e Valea Târgului, andati a formare il comune di Pușcași.